# KRI Bramastra
Le KRI Bramastra (412) est le douzième et dernier des sous-marins de classe Whiskey (Project 613) de la marine indonésienne, fabriqués en Union soviétique.

## Conception
La conception initiale a été développée au début des années 1940 en tant que suite du sous-marin de classe Chtchouka. À la suite de l’expérience de la Seconde Guerre mondiale et de la capture de la technologie allemande à la fin de la guerre, les Soviétiques ont émis une nouvelle exigence de conception en 1946. La conception révisée a été développée par le bureau d'études Lazurit basé à Gorki. Comme la plupart des sous-marins conventionnels conçus de 1946 à 1960, la conception a été fortement influencée par le Unterseeboot type XXI de l’Allemagne nazie. Au cours des années 1950, les chantiers navals soviétiques ont produit plus de 200 bateaux de classe Whiskey.

## Historique

### Opération Trikora
Au cours des années 1950, l’Indonésie nouvellement indépendante a cherché à étendre son contrôle politique sur les îles périphériques, dont certaines arboraient encore le drapeau colonial néerlandais. Sous la direction du leader indépendantiste Soekarno, Jakarta a commencé à faire des achats importants d’armes soviétiques pour soutenir sa politique de « confrontation » consistant à utiliser la pression militaire. Ces acquisitions comprenaient douze sous-marins diesel-électriques soviétiques de 1470 tonnes de classe Whiskey et un ravitailleur de sous-marins (le KRI Ratulangi) pour les soutenir. Grâce à cet achat, pendant environ une décennie, l’Indonésie a eu la plus grande flotte de sous-marins d’Asie du Sud-Est. Les sous-marins ont été livrés entre 1959 et 1962, avec des torpilles acoustiques anti-navires SAET-50 alors d’une technologie avancée, de type « tire et oublie ». C’était la meilleure des torpilles contemporaines, et seulement deux pays en étaient dotés, la Russie et l’Indonésie.
En août 1958, l’Indonésie a envoyé 110 personnes en Europe de l'Est, à Rijeka, en Yougoslavie. Le groupe s’est ensuite rendu en train en Pologne, à Gdańsk. Les premiers équipages indonésiens ont reçu neuf mois de formation en anglais à Gdańsk, de la part d’instructeurs russes, y compris des croisières sur la mer Baltique. Les deux premiers sous-marins sont arrivés en Indonésie le 7 septembre 1959 : les KRI Tjakra (S-01) et KRI Nanggala (S-02). L’Indonésie a commandé 10 autres sous-marins de la même classe à l’Union soviétique. La livraison d’un deuxième lot de quatre sous-marins a été effectuée en décembre 1961 : les KRI Nagabanda (403), KRI Trisula (404), KRI Nagaransang (405) et KRI Tjandrasa (407). Le dernier lot de six sous-marins a été reçu un an plus tard, c’est-à-dire en décembre 1962. Il se composait des KRI Alugoro (406), KRI Tjundamani (408), KRI Widjajadanu (409), KRI Pasopati (410), KRI Hendradjala (411) et KRI Bramasta (412). Ces douze sous-marins ont été déployés directement dans le cadre de l’opération Trikora. Les six derniers sous-marins sont partis de Vladivostok (URSS) en juillet 1962, mais lorsqu’ils sont arrivés dans les eaux maritimes de Célèbes, ils ont reçu l’ordre de se rendre directement dans les eaux de Papouasie via Morotai, et ils ont été immédiatement pris en main par des marins soviétiques. Leur propre équipage de la marine indonésienne avait rejoint la formation des équipages du sous-marin à Vladivostok, et était retourné à Surabaya sur un navire à passagers. C’est pourquoi le transfert des six nouveaux sous-marins a eu lieu en décembre 1962, à Surabaya lorsque l’opération Trikora s’est terminée.
Jakarta a finalement atteint son objectif de forcer les Néerlandais à quitter la Nouvelle-Guinée occidentale. Puis, de 1963 à 1966, il s’est opposé militairement sans succès à la création d’un État malaisien indépendant, l’entraînant dans des affrontements répétés avec les forces australiennes.

### Task Force X
Le KRI Bramasta a participé, avec le KRI Nagarangsang, à une opération secrète dans les eaux pakistanaises en octobre 1965. Le Pakistan et l’Inde venaient de signer un cessez-le-feu après près de 20 jours de combats sanglants. L’Inde et le Pakistan s’étaient affronté en mer, sur terre et dans les airs. On estime que près de 7 000 soldats indiens et pakistanais ont été tués dans les combats. Après l’intervention des Nations Unies, des États-Unis et de l’Union soviétique, les deux pays ont retiré leurs armées et leurs machines de guerre du front le 23 septembre 1965. L’opération Task Force X (Force opérationnelle X) a débuté le 17 octobre 1965. Sa tâche principale était d’aider l’État pakistanais en guerre avec l’Inde. La marine indonésienne a envoyé, en plus des sous-marins, deux bateaux rapides lance-roquettes, quatre torpilleurs rapides et cinq chars amphibies stationnés à Chittagong, au Pakistan oriental, qui est devenu plus tard le Bangladesh.
Les commandants du KRI Bramasta, R.M. Handogo, et du KRI Nagarangsang, le capitaine (P) Basuki, ont reçu l’ordre de se rendre immédiatement chez le commodore Lalu Manambai Abdulkadir. Handogo et Basuki se sont précipités à Jakarta dans un avion de ligne de la compagnie aérienne Garuda Indonesia. Le commodore Abdulkadir leur a demandé d’emmener leurs deux navires à Karachi, au Pakistan. Il a averti les deux officiers de garder la mission complètement secrète. Même l’équipage du navire ne devait pas savoir où ils allaient. Tout le courrier rédigé par les marins devait également être retenu à bord par les commandants. L’itinéraire choisi pour le voyage devait éviter les voies de navigation des navires marchands.
Après leur retour à Surabaya, il y a eu un changement. Handogo est finalement devenu chef d’état-major de la Force opérationnelle X. La Force opérationnelle X a été formée en tant que force opérationnelle d’entraînement interarmées avec la marine pakistanaise sous la direction du lieutenant-colonel (P) Tedy Asikin Natanegara. De Surabaya, les deux sous-marins ont reçu l’ordre de se rendre à Jakarta pour se préparer au long voyage. Avant de partir, deux officiers de la marine pakistanaise les ont rejoints en tant qu’officiers de liaison : le major Yastur Malik pour le KRI Nagarangsang et le capitaine M. Sultan pour le KRI Bramastra. Yastur Malik est devenu plus tard le chef d'état-major de la marine pakistanaise, tout comme M. Sultan, qui a dirigé la marine bangladaise.
En arrivant à la base navale du Pakistan, les deux sous-marins ont commencé leur entraînement avec la marine pakistanaise. Plusieurs exercices ont eu lieu au large des côtes du Pakistan, dans la zone adjacente aux eaux territoriales indiennes. La situation de guerre entre l’Inde et le Pakistan s’est apaisée. Les deux pays belligérants ont signé le 10 janvier 1966 un traité de paix à Tachkent, en Union soviétique (aujourd’hui en Ouzbékistan). Très probablement, la présence de la marine indonésienne a contribué à ce que la confrontation s’apaise. L’opération Task Force X a officiellement pris fin en mars 1966. Avant de quitter Karachi, les officiers indonésiens ont été invités au palais présidentiel par le président pakistanais Muhammad Ayub Khan. Tout en leur serrant la main un par un, Ayub Khan a exprimé sa gratitude à tous les membres de la Task Force X. S’il n’y avait pas eu l’aide des militaires indonésiens, peut-être que le Pakistan ne serait plus là, a déclaré le président Ayub Khan.

### Des essais mouvementés
Le KRI Bramastra a vécu une autre aventure dans des circonstances moins graves, voire comiques. Après l’achèvement de réparations majeures, le navire était tenu d’effectuer des essais à la mer. La refonte majeure avait été gérée par le « Projet 613 » avec l’assistance technique des Russes. Lorsque le navire a été totalement prêt, l’équipage a invité à bord les membres de l’assistance technique russe, qui avaient l’habitude de réparer le navire, pour leur poser des questions sur les réparations et les modifications qu’ils avaient apportées. Les Russes ont promis de venir. L’équipage considérant les Russes comme des invités d’honneur, un repas de fête a été préparé avec de la nourriture russe typique, entre autres, des cornichons à l’ail. Le sous-marin s’est rendu dans la zone désignée pour l’entraînement, et l’équipage a commencé à se préparer à plonger. Toutes les vannes ont été fermées ou ouvertes, selon la position dans laquelle elles devaient être, et ce fut au tour des Russes de vérifier que le navire était prêt à plonger. L’inspection s’est bien passée, toutes les vannes étaient dans la bonne position. Mais dès qu’ils ont eu fini de vérifier le compartiment arrière, les Russes sont revenus vers l’avant, au central opérations, avec un visage tendu. Quand l’un des membres de l’équipage leur a demandé en russe « Tout va bien, camarades ? », de manière inattendue, et sans raison valable, ils ont répondu « Niet, niet karazow » (Non, pas bon) puis ils ont monté l’échelle du kiosque et sont redescendus sur le pont. De là, ils ont tous sauté à la mer et ont nagé jusqu’au navire TCB Rante Kombala, qui était chargé de superviser la plongée du KRI Bramastra
L’équipage se demandait s’il allait devoir rentrer à sa base sans exécuter le test de plongée, simplement parce que l’assistance technique russe ne voulait pas plonger ? Le commandant de l’escadrille des sous-marins était alors le lieutenant-colonel Rahadi. Après avoir consulté le commandant du navire et le ministère de la Défense, il a décidé que les essais du KRI Bramastra allaient continuer, avec ou sans les Russes. L’important était d’être prudent et de respecter la procédure, et de tout faire méthodiquement, étape par étape. Le navire a donc fait ses essais sans l’assistance technique, et a réussi à faire seul tous les tests. Le navire a été déclaré à nouveau apte à naviguer, à plonger et à combattre.
Cependant, le réchauffement des relations de Soekarno avec l’Union soviétique a inspiré les efforts américains pour le déstabiliser. Enfin, en 1966-1967, la CIA a aidé à orchestrer un coup d'État militaire de droite, qui a entraîné le massacre de plus d’un demi-million de communistes indonésiens et de minorités ethniques. Cette boucherie a refroidi les relations avec l’Union soviétique, qui a cessé de fournir les pièces de rechange et l’expertise de maintenance nécessaires pour faire fonctionner les sous-marins, forçant l’Indonésie à cannibaliser la majeure partie de sa flotte dans les années 1970. 